# Stardock

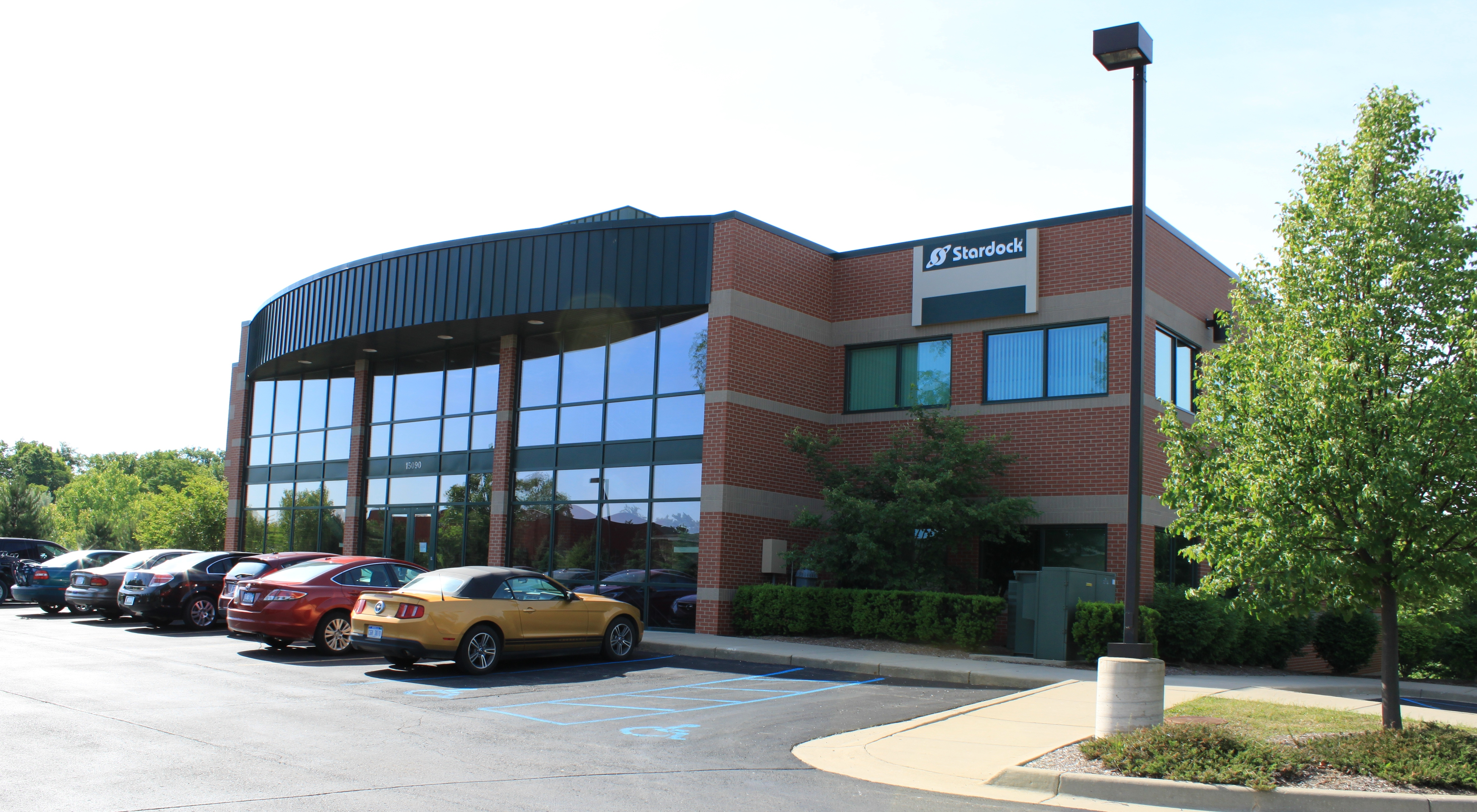
Stardock Hauptquartier in Plymouth (Michigan) (2011)

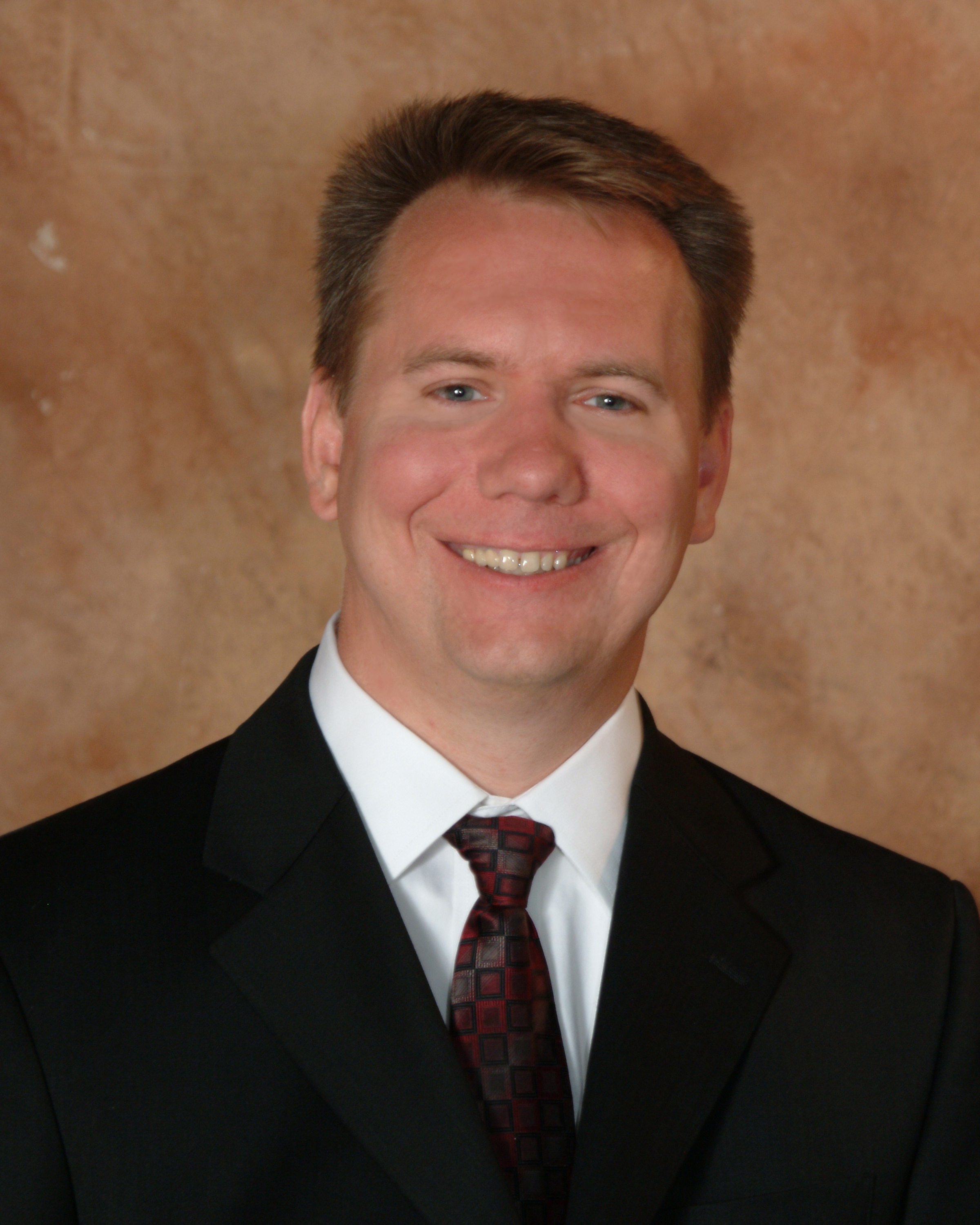
Brad „Frogboy“ Wardell, Gründer von Stardock (2007)

Die Stardock Corporation ist eine 1991 gegründete Software-Entwicklungsfirma, welche sich 1993 als Stardock Systems neuformierte. Stardock entwickelte ursprünglich für die OS/2-Plattform, war aber aufgrund des Zusammenbruchs des OS/2-Softwaremarkts 1997/98 gezwungen zu Windows zu wechseln. Die Firma ist einerseits bekannt für Programme, die eine Modifikation oder Erweiterung von bestehenden GUIs erlauben, und andererseits für eigenentwickelte Computerspiele, vor allem Computer-Strategiespiele wie die Galactic-Civilizations-Reihe oder Sins of a Solar Empire. Stardock war ein Vorreiter bei digitalen Distributionslösungen, die eigene Plattform Impulse konnte sich langfristig jedoch nicht ausreichend am Markt positionieren.

## Geschichte
Stardock wurde vom College-Studenten Brad Wardell als PC-Firma gegründet, welche aber bald in den Bereich der Softwareerstellung expandierte.

### OS/2-Ära (1993–2001)
Stardocks erstes Softwareprodukt war das Computerspiel Galactic Civilizations für OS/2. Stardock erzielte damit nie irgendwelche Erträge, da sie vom Publisher betrogen wurden, schufen damit aber einen Markt für spätere Erweiterungspakete, z. B. die Shipyards-Erweiterung. Stardock lizenzierte das Spiel außerdem unter dem Titel Star Emperor für die Veröffentlichung im Rahmen des Family FunPak an IBM, von dem nochmals eine beträchtliche Anzahl abgesetzt wurden. Stardock erstellte daraufhin die OS/2 Essentials und dessen Nachfolger Object Desktop, mit denen sich die Firma eine breite Nutzerbasis aufbauen konnte.
In dieser Zeit entschied auch IBM, die OS/2-Plattform aufzugeben, ohne dies jedoch öffentlich kundzutun. Stardock entwickelte deswegen weiter Spiele für OS/2 wie Avarice und Entrepreneur. Mit dem Erscheinen von Windows NT 4 stellte Stardock jedoch fest, dass die Kundenbasis allmählich schwand, und war nun gezwungen, sich selbst als Windowsentwickler neu zu erfinden; nicht jedoch ohne vorher viel Geld und Personal zu verlieren. Der entscheidende Punkt war der kommerzielle Fehlschlag des Spiels Trials of Battle, eines 3D-Hovercraft-Kampfspiels, von dem Stardock einen Millionen-Absatz erwartet hatte, jedoch nur einige hundert verkaufen konnte. Brad Wardell schätzte, dass der Tod von OS/2 die Firmenentwicklung drei Jahre zurückgeworfen hatte.

### Windows-Ära (1998 bis zur Gegenwart)
Das neue, kleinere Stardock zielte stark auf die bestehende alte Benutzerbasis und hoffte, dass diese die Windows-Version des Object Desktop kaufen würde, in positiver Erwartung des noch zu erstellenden Produkts. Mit der Erstellung eines Grundpakets (auch alte OS/2-Favoriten beinhaltend) begann Stardock, mit externen Entwicklern neue Produkte zu entwickeln.
Stardocks erster größerer Windows-Erfolg war WindowBlinds. 2001 kam das Widget-Erstellungs- und Desktopmodifikationstool DesktopX hinzu, basierend auf Alberto Riccios VDE. 2003 wurde Stardock mit dem „Designed for Windows“-Zertifikat für WindowBlinds ein Microsoft Gold Certified Partner.

#### Digitale Distribution
Stardock war eine der ersten Firmen, die beim Softwarevertrieb auf einen eigenen, freiverfügbaren Client setzte. Die erste Variante nannte sich Component Manager, welche später durch Stardock Central ersetzt wurde. 2008 wurde diese zur Digitalen Distributionsplattform Impulse ausgebaut, welche neben dem Erwerb auch das integrierte Patchen und die Installation von gekauften Produkten auf mehreren eigenen Computern erlaubte. Stardocks Vision für Impulse war, eine allgemeine Plattform für Computerspiele zu schaffen, sowohl für eigene, die Titel kleinerer Studios, aber auch Spiele größerer Publisher. Stardock erlaubte dazu auch den Einsatz einer weniger intrusiven Version von SecuROM auf Impulse.
Im Mai 2011 verkaufte Stardock Impulse jedoch an den Spielefachhändler GameStop. Nach dem Verkauf von Impulse an Gamestop begann Stardock seine eigenen Titel auch über Alternative und ehemals rivalisierende Distributionsplattformen wie Steam anzubieten.

#### Computerspiele
Stardocks Erfolge im Windows-Computerspielmarkt waren eher durchwachsen. Am Anfang wurden die eigenen Spiele von Dritten vermarktet: The Corporate Machine (Take 2), Galactic Civilizations (Strategy First) und The Political Machine 2004 (Ubisoft). Obwohl alle drei Titel sich gut verkauften war Stardock unzufrieden mit den erzielten Erlösen. Im Fall von Galactic Civilizations blieb der Publisher Strategy First dem Unternehmen große Summen schuldig, da das Unternehmen bankrottging. Dies überzeugte Stardock endgültig davon, seine eigenen Titel selbst zu publizieren. Aufgrund des Erfolgs seiner Desktop-Applikationen konnte Stardock seine eigenen PC-Spiele auch ohne weitere Geldgeber finanzieren. Nach dem Verkaufserfolg von Galactic Civilizations II begann Stardock auch als Publisher für Produkte anderer Studios aufzutreten.
Das erste von Stardock publizierte Spiel war Sins of a Solar Empire. Stardock und Ironclad Games trafen ein ungewöhnliches Arrangement, beide Firmen integrierten ihre Teams auf allen Leveln. Diese Zusammenarbeit war erfolgreich, das Spiel erzielte im Mittel eine Bewertung von 88 von 100 auf Metacritic und wurde im Verkauf ein Topseller.
Das zweite extern entwickelte Spiel, welches Stardock 2009 veröffentlichte, war Demigod von Gas Powered Games, das jedoch nur mittelmäßig erfolgreich war.
Im dritten Quartal 2010 war Stardock gezwungen, Mitarbeiter zu entlassen, verbunden mit dem Verkauf der Impulse-Plattform, da das Spiel Elemental: War of Magic, ein Master-of-Magic-inspiriertes 4X-Spiel, schlechte Wertungen erhielt und sich unerwartet schlecht verkaufte. Brad Wardell entschuldigte sich bei den Fans für die enttäuschten Erwartungen, nahm die Schuld der mangelhaften Qualitätskontrolle auf sich und versprach für die Zukunft, aus den Fehlern gelernt zu haben. Seit 2010 arbeitet Stardock nun auf Basis von Elemental: War of Magic an einem neuen Spiel namens Elemental: Fallen Enchantress, mit dem verlorenes Kundenvertrauen zurückgewonnen werden soll; beispielsweise bekommen Käufer von Elemental: War of Magic (je nach Kaufdatum) das neue Spiel vergünstigt oder sogar umsonst. Das Spiel wurde am 23. Oktober 2012 veröffentlicht und erhielt deutlich bessere Bewertungen als War of Magic.
2013 übernahm Stardock von Atari SA (ehemals Infogrames) die Rechte an Star Control und brachte 2018 einen weiteren Titel der Serie heraus. Aufgrund Unklarheiten um die erworbenen Rechte folgte um die Veröffentlichung von Star Control: Origins ein Rechtsstreit, der 2019 beigelegt wurde.

## Entwickelte Spiele
- The Corporate Machine (2001)
- Galactic Civilizations (2003)
- The Political Machine (2004)
- Galactic Civilizations II: Dread Lords (2006)
  - Galactic Civilizations II: Dark Avatar (2007)
  - Galactic Civilizations II: Twilight of the Arnor (2008)
  - Galactic Civilizations II Gold (umfasst Dread Lords und Dark Avatar, 2007)
  - Galactic Civilizations II: Endless Universe (umfasst Dark Avatar und Twilight of the Arnor, 2008)
  - Galactic Civilizations II Ultimate Edition (umfasst Dread Lords, Dark Avatar und Twilight of the Arnor, 2009)
- Sins of a Solar Empire (2008)
  - Sins of a Solar Empire: Trinity (umfasst Sins of a Solar Empire sowie die Erweiterungen Entrenchment und Diplomacy, 2010)
  - Sins of a Solar Empire: Rebellion (2012)
- The Political Machine 2008 (2008)
- Demigod (2009)
- Elemental: War of Magic (2010)
- Elemental: Fallen Enchantress (2012)
  - Fallen Enchantress: Legendary Heroes (2013)
- Galactic Civilizations III (2015)
- Sorcerer King
- Star Control: Origins